# Antirracismo

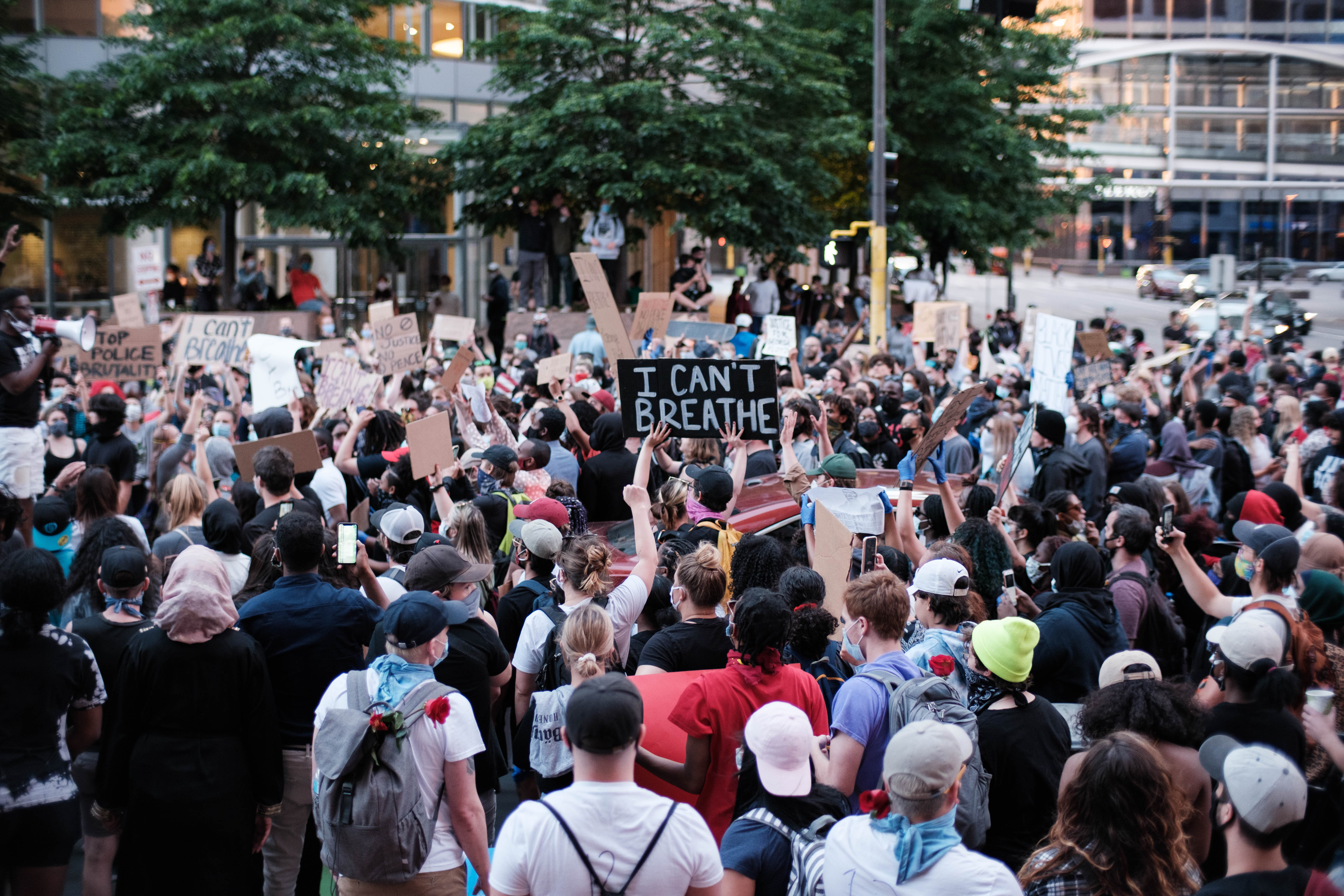
Manifestantes antirracismo em um protesto por George Floyd em 2020 em Minneapolis, Minnesota, EUA

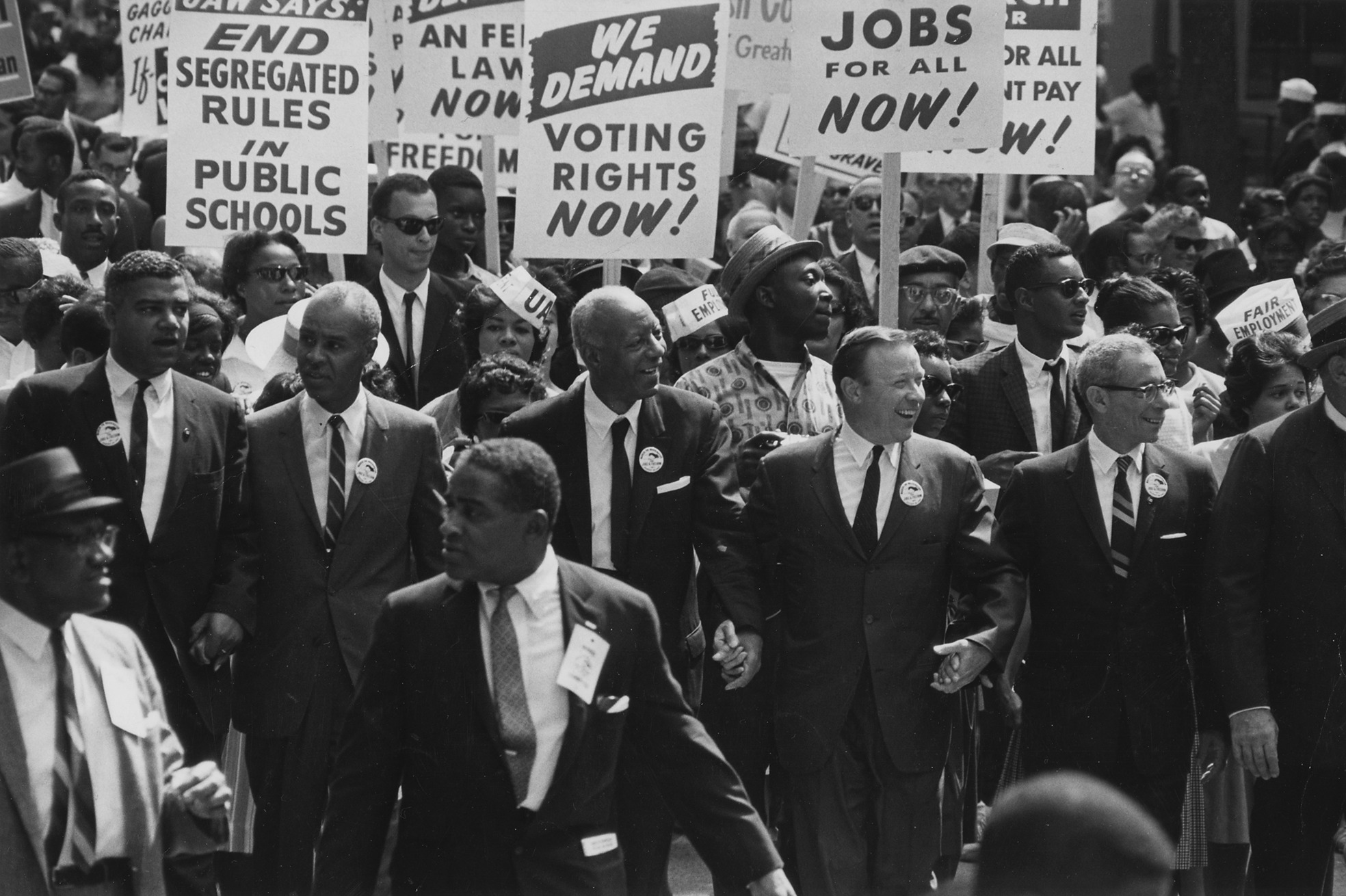
Os participantes e líderes da marcha sobre Washinton indo do Monumento de Washington ao Memorial de Lincoln

Antirracismo é a oposição e reprovação ativa e consciente a doutrinas, atitudes e reações racistas, assim como ao supremacismo racial e ao conjunto de atitudes inigualitárias de hostilidade em relação à alteridade étnica. Inclui também as diversas formas de ação contra o preconceito, o ódio racial, o racismo sistêmico e a opressão de grupos etnorraciais. O antirracismo também pode ser estruturado em termos de ações afirmativas, isto é, de esforços conscientes e ações deliberadas para prover oportunidades equitativas para todas as pessoas, tanto em nível individual quanto em termos sistêmicos. Como filosofia, pode ser exercido mediante o reconhecimento de privilégios pessoais, o enfrentamento de atos e sistemas de discriminação racial ou mesmo por meio de ações educativas visando conscientizar indivíduos e pequenos grupos acerca de seus comportamentos racistas mais ou menos conscientes.

## História

### Origens europeias
O racismo europeu espalhou-se pelas Américas junto com os europeus, mas as opiniões estabelecidas foram questionadas quando aplicadas aos povos indígenas. Após a descoberta do Novo Mundo, muitos clérigos enviados ao Novo Mundo que foram educados nos novos valores humanos do Renascimento, ainda novos na Europa e não ratificados pelo Vaticano, começaram a criticar a Espanha e o tratamento de sua própria Igreja e visões de povos indígenas e escravos.
Em dezembro de 1511, António de Montesinos, um frade dominicano, foi o primeiro europeu a repreender abertamente as autoridades espanholas e os administradores de Hispaniola por sua "crueldade e tirania" no trato com os nativos americanos e os forçados a trabalhar como escravos. O rei Ferdinand promulgou as Leis de Burgos e Valladolid em resposta. No entanto, a aplicação foi frouxa, e as Novas Leis de 1542 devem ser feitas para adotar uma linha mais forte. Porque algumas pessoas como Fray Bartolomé de las Casas questionaram não apenas a Coroa, mas o Papado na Controvérsia de Valladolid se os índios eram realmente homens que mereciam o batismo, o Papa Paulo III na bula papal Veritas Ipsa ou Sublimis Deus (1537) confirmou que os índios e outras raças eram homens merecedores, desde que fossem batizadas. Posteriormente, seu esforço de conversão cristã ganhou impulso ao longo dos direitos sociais, deixando o mesmo reconhecimento de status sem resposta para os africanos de raça negra, e o racismo social legal prevaleceu contra os índios ou asiáticos. No entanto, até então o último cisma da Reforma havia ocorrido na Europa naquelas poucas décadas ao longo de linhas políticas, e as diferentes visões sobre o valor das vidas humanas de diferentes raças não foram corrigidas nas terras do Norte da Europa, que se juntariam ao Raça colonial no final do século e no seguinte, à medida que os impérios português e espanhol diminuíam. Levaria mais um século, com a influência do Império Francês em seu apogeu e seu consequente Iluminismo desenvolvido nos mais altos círculos de sua Corte, para retornar essas questões anteriormente inconclusivas à vanguarda do discurso político defendido por muitos intelectuais desde Rousseau . Essas questões foram gradativamente permeando as camadas sociais mais baixas, onde eram uma realidade vivida por homens e mulheres de diferentes raças da maioria racial europeia.

### Iniciativas dosquakers

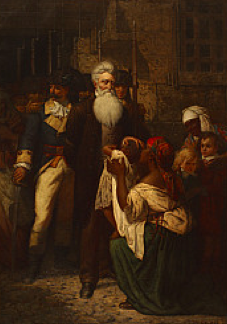
Bênção de John Brown

Em 1688, com a "Petição de Germantown contra a escravidão", os imigrantes alemães criaram o primeiro documento americano desse tipo que reivindicava direitos humanos iguais para todos. Em última análise, deixada de lado e esquecida, redescoberta pelo movimento abolicionista dos Estados Unidos novamente em 1844, extraviada por volta dos anos 1940 e mais uma vez redescoberta em março de 2005. Antes da Revolução Americana, um pequeno grupo de quacres, incluindo John Woolman e Anthony Benezet, persuadiu com sucesso seus colegas membros da Sociedade Religiosa de Amigos a libertar seus escravos, abandonar o comércio de escravos e criar políticas quacres unificadas contra a escravidão. Isso deu à sua minúscula denominação religiosa alguma autoridade moral para ajudar a iniciar o movimento abolicionista em ambos os lados do Atlântico. Woolman morreu de varíola na Inglaterra em 1775, logo após cruzar o Atlântico para levar sua mensagem antiescravidão aos quacres das Ilhas Britânicas.
Durante e após a Revolução Americana, as ministrações e pregações quakers contra a escravidão começaram a se espalhar para além de seu movimento. Em 1783, 300 quakers, principalmente da área de Londres, apresentaram ao Parlamento britânico suas assinaturas na primeira petição contra o comércio de escravos. Em 1785, o inglês Thomas Clarkson matriculou-se em Cambridge e, no decurso da redação de um ensaio em latim (Anne liceat invitos in servitutem dare, "É legal escravizar os inconscientes?"), leu as obras de Benezet e iniciou um esforço vitalício para proibir o comércio de escravos na Inglaterra. Em 1787, simpatizantes formaram o Comitê para a Abolição do Comércio de Escravos, um pequeno grupo não denominacional que poderia fazer lobby com mais sucesso incorporando anglicanos, que, ao contrário dos quacres, podiam legalmente sentar-se no Parlamento. Os doze membros fundadores incluíam nove quacres e três anglicanos pioneiros: Granville Sharp, Thomas Clarkson e William Wilberforce - todos cristãos evangélicos.

### Movimento abolicionista
Sucessos posteriores na oposição ao racismo foram conquistados pelo movimento abolicionista, tanto na Inglaterra quanto nos Estados Unidos. Embora muitos abolicionistas não considerassem os negros ou mulatos iguais aos brancos, eles, em geral, acreditavam na liberdade e, muitas vezes, na igualdade de tratamento para todas as pessoas . Alguns, como John Brown, foram mais longe. Brown estava disposto a morrer em nome de, como ele disse, "milhões neste país escravista cujos direitos são desconsiderados por atos perversos, cruéis e injustos . . . " Muitos abolicionistas negros, como Frederick Douglass, defendiam explicitamente a humanidade dos negros e mulatos e a igualdade de todas as pessoas.
Antes e durante a Guerra Civil Americana, o igualitarismo racial no Norte se tornou muito mais forte e disseminado de maneira mais geral. O sucesso das tropas negras no Exército da União teve um impacto dramático no sentimento do Norte. A Proclamação de Emancipação foi um exemplo notável dessa mudança nas atitudes políticas, embora notavelmente não extinguiu completamente a escravidão legal em vários estados. Após a guerra, o governo de Reconstrução aprovou a Décima Quarta Emenda e a Décima Quinta Emendas à Constituição para garantir os direitos dos negros e mulatos. Muitos ex-escravizados tiveram acesso à educação pela primeira vez. Negros e mulatos também tinham permissão para votar, o que significava que os afro-americanos foram eleitos para o Congresso em números não igualados até que a Lei de Direitos de Voto e o Tribunal de Warren ajudaram a renegociar os negros americanos. 
No entanto, em razão da resistência no Sul e de um colapso geral do idealismo no Norte, a Reconstrução terminou e deu lugar ao nadir das relações raciais americanas. No período entre 1890 e 1920, aproximadamente, há o restabelecimento das leis Jim Crow. O presidente Woodrow Wilson, que considerava a Reconstrução um desastre, instituiu a segregação no governo federal. A Ku Klux Klan atingiu seu auge de popularidade e força. O Nascimento de uma Nação, de DW Griffith, foi uma sensação no cinema.
Em 1911, o Primeiro Congresso Universal de Raças se reuniu em Londres, no qual palestrantes ilustres de muitos países durante quatro dias discutiram problemas raciais e maneiras de melhorar as relações inter-raciais.

### Antirracismo científico
Friedrich Tiedemann foi uma das primeiras pessoas a contestar cientificamente o racismo. Em 1836, usando medições craniométricas e cerebrais (tiradas por ele de europeus e negros de diferentes partes do mundo), ele refutou a crença de muitos naturalistas e anatomistas contemporâneos de que os negros têm cérebros menores e, portanto, são intelectualmente inferiores aos brancos; dizendo que era cientificamente infundado e baseado apenas nas opiniões preconceituosas de viajantes e exploradores. O biólogo evolucionista Charles Darwin escreveu em 1871 que 'não se pode duvidar de que seja possível nomear qualquer personagem que seja distintivo de uma raça e constante' e que '[a] embora as raças humanas existentes difiram em muitos aspectos, como na cor, cabelo, formato do crânio, proporções do corpo, etc., mas se toda a sua estrutura for levada em consideração eles se parecem muito uns com os outros em uma infinidade de pontos.'
No início do século 20, o trabalho de antropólogos tentando acabar com os paradigmas do evolucionismo cultural e darwinismo social dentro das ciências sociais - antropólogos como Franz Boas, Marcel Mauss, Bronisław Malinowski, Pierre Clastres e Claude Lévi-Strauss - começou a iniciativa de o fim do racismo nas ciências humanas e estabelecer o relativismo cultural como o novo paradigma dominante.

### Igualdade racial: Paris 1919
Sendo a igualdade das nações um princípio básico da Liga das Nações, as Altas Partes Contratantes concordam em conceder, o mais rápido possível, a todos os cidadãos estrangeiros dos Estados Membros da Liga tratamento igual e justo em todos os aspectos, não fazendo distinção também de direito ou de fato, em razão de sua racialidade ou nacionalidade.
Após o discurso de Makino, Lord Cecil afirmou que a proposta japonesa era muito controversa e ele sugeriu que talvez o assunto fosse tão polêmico que não deveria ser discutido de forma alguma. O primeiro-ministro grego, Eleftherios Venizelos, também sugeriu que uma cláusula que proíbe a discriminação religiosa também deveria ser removida, uma vez que essa também é uma questão muito controversa. Isso levou a objeções de um diplomata português, que afirmou que seu país nunca havia assinado um tratado que não mencionasse Deus, o que levou Cecil a dizer que talvez desta vez, todos teriam apenas uma chance de evitar a ira de o Todo-Poderoso por não mencioná-lo.
O primeiro-ministro australiano, Billy Hughes, esclareceu sua oposição e anunciou em uma reunião que "noventa e cinco em cem australianos rejeitaram a própria ideia de igualdade".
Hughes havia entrado na política como sindicalista e, como muitos outros na classe trabalhadora, era fortemente contra a imigração asiática para a Austrália (a exclusão da imigração asiática foi uma causa popular entre os sindicatos no Canadá, Estados Unidos, Austrália e Nova Zelândia no início do século XX).
A delegação chinesa, que de outra forma estava em conflito com os japoneses sobre a questão da ex-colônia alemã de Tsingtao e o resto das concessões alemãs na província de Shandong, também disse que apoiaria a cláusula. No entanto, um diplomata chinês disse na época que a questão de Shandong era muito mais importante para seu governo do que a cláusula.
O primeiro-ministro britânico David Lloyd George se viu em uma situação embaraçosa desde que a Grã-Bretanha assinou uma aliança com o Japão em 1902, mas ele também queria manter a delegação do Império Britânico unida.
Embora a proposta tenha recebido a maioria (11 de 16) dos votos, o presidente, a proposta ainda era problemática para o segregacionista presidente dos EUA Woodrow Wilson, que precisava dos votos dos segregacionistas democratas do sul para conseguir os votos necessários para o Senado dos EUA para ratificar o tratado. A forte oposição das delegações do Império Britânico deu-lhe um pretexto para rejeitar a proposta. Billy Hughes e Joseph Cook se opuseram vigorosamente, pois isso minava a política da Austrália Branca.

### Reavivamento nos Estados Unidos
A oposição ao racismo reviveu nas décadas de 1920 e 1930. Naquela época, antropólogos como Franz Boas, Ruth Benedict, Margaret Mead e Ashley Montagu defendiam a igualdade dos humanos entre raças e culturas. Eleanor Roosevelt foi uma defensora muito visível dos direitos das minorias durante este período. Organizações anticapitalistas como os Trabalhadores Industriais do Mundo, que ganharam popularidade durante 1905-1926, eram explicitamente igualitárias.
Na década de 1940 , Springfield, Massachusetts, invocou o Plano Springfield para incluir todas as pessoas da comunidade.
Começando com a Renascença do Harlem e continuando na década de 1960, muitos escritores afro-americanos argumentaram vigorosamente contra o racismo.
Durante o Movimento pelos Direitos Civis, as leis Jim Crow foram revogadas no Sul, e os negros finalmente reconquistaram o direito de voto nos estados sulistas. Martin Luther King Jr. foi uma força influente, e seu discurso "Eu tenho um sonho " é uma condensação exemplar de suas ideias igualitárias.

## Estratégias de intervenção antirracista
Quando pessoas de cor experimentam microagressões raciais, isso causa danos à sua  saúde física e mental, o que pode levar a  consequências negativas também no ambiente de trabalho, na aprendizagem e na autoestima desses indivíduos. O trabalho antirracismo combate as microagressões e ajuda a quebrar o racismo sistêmico ao focar em ações contra a discriminação e a opressão. Levantar-se contra a discriminação pode ser uma tarefa árdua para pessoas de cor que já foram alvos. Aliados e espectadores brancos são pessoas que podem ajudar as vítimas de discriminação racial. Microintervenções antirracistas podem ser uma ferramenta usada para agir contra a discriminação racial.
As estratégias de microintervenção fornecem as ferramentas necessárias para confrontar e educar os opressores raciais. As táticas específicas incluem: revelar as tendências ocultas ou agendas por trás dos atos de discriminação, interromper e desafiar a linguagem opressiva, educar os infratores e conectar-se com outros aliados e membros da comunidade são formas de agir contra a discriminação. O uso dessas microintervenções permite ao opressor ver o impacto de suas palavras e oferece um espaço para um diálogo educacional sobre como suas ações podem oprimir pessoas de cor e grupos marginalizados.
Microagressões podem ser atos conscientes onde o perpetrador está ciente de suas ações racistas ou microagressões podem ser escondidas e metacomunicadas sem a consciência do perpetrador. Independentemente de saber se as microagressões são comportamentos conscientes ou inconscientes, a primeira intervenção antirracista é nomear as maneiras como são prejudiciais para uma pessoa de cor. Convocar um ato de discriminação pode ser fortalecedor porque fornece uma linguagem para pessoas de cor trazerem consciência para suas experiências vividas e justifica sentimentos internos de discriminação.
As estratégias antirracistas também incluem enfrentar a microagressão racial desafiando e discordando externamente da microagressão que prejudica uma pessoa de cor. Microintervenções como a expressão verbal "Não quero ouvir essa conversa" e movimentos físicos de desaprovação são formas de enfrentar as microagressões. Microintervenções não são usadas para atacar os outros sobre seus preconceitos, mas sim para abrir espaço para um diálogo educacional. Educar um perpetrador sobre seus preconceitos pode abrir uma discussão sobre como a intenção de um comentário ou ação pode ter um impacto prejudicial. Por exemplo, frases como "Eu sei que você quis que essa piada fosse engraçada, mas esse estereótipo realmente me magoou" podem educar uma pessoa sobre a diferença entre o que se pretendia e como isso é prejudicial para uma pessoa de cor. As estratégias de microintervenção antirracista fornecem as ferramentas para pessoas de cor, aliados brancos e espectadores combaterem microagressões e atos de discriminação.

## Influência
O igualitarismo tem sido um catalisador para movimentos feministas, antiguerra e anti-imperialistas. A oposição de Henry David Thoreau à Guerra Mexicano-Americana, por exemplo, baseava-se em parte em seu medo de que os Estados Unidos estivessem usando a guerra como desculpa para expandir a escravidão americana em novos territórios. A resposta de Thoreau foi narrada em seu famoso ensaio "Desobediência Civil", que por sua vez ajudou a iniciar a campanha de sucesso de Gandhi contra os britânicos na Índia. O exemplo de Gandhi, por sua vez, inspirou o movimento americano pelos direitos civis.
Como observa James Loewen em Lies My Teacher Told Me: "Em todo o mundo, da África à Irlanda do Norte, os movimentos de pessoas oprimidas continuam a usar táticas e palavras emprestadas de nossos movimentos abolicionistas e pelos direitos civis."
Alguns desses usos são controversos. Críticos no Reino Unido, como Peter Hain, afirmaram que no Zimbábue, Robert Mugabe usou a retórica antirracista para promover a distribuição de terras, em que terras privadas eram tomadas de fazendeiros brancos e distribuídas para negros africanos. Os bispos católicos romanos afirmaram que Mugabe enquadrou a distribuição de terras como uma forma de libertar o Zimbábue do colonialismo, mas que "os colonos brancos que antes exploravam o que era a Rodésia foram suplantados por uma elite negra que é igualmente abusiva".

### Teoria da conspiração do genocídio branco
A frase "Antirracista é uma palavra-código para antibranco", cunhada pelo famoso nacionalista branco Robert Whitaker, é comumente associada ao tema do genocídio branco, uma teoria da conspiração nacionalista branca que diz que imigração em massa, integração, miscigenação, baixa das taxas de fertilidade e o aborto estão sendo promovidos em países predominantemente brancos para deliberadamente torná-los uma minoria branca e, portanto, fazer com que os brancos sejam extintos por meio da assimilação forçada. A frase foi vista em outdoors perto de Birmingham, Alabama, e em Harrison, Arkansas.